# Alberto Zamarbide
Alberto Zamarbide (23 de agosto de 1960; Buenos Aires, Argentina) es un cantante argentino de heavy metal, descendiente de emigrantes vascos (de Navarra), conocido por haber sido el cantante de la pionera banda V8. Fue vocalista de Logos durante toda su actividad, de 1990 a 1998, y de 2004 a 2013. En 2014 dio a conocer su nuevo proyecto llamado Primal.

## Historia
Alberto Zamarbide comenzó su carrera como vocalista en la banda W.C., junto a Julio Morano, guitarrista y compositor del grupo. En esta formación también estaba Gustavo Rowek en la batería. Al cabo de un año de trabajo y algunas presentaciones en Buenos Aires, organiza junto a Ricardo Iorio lo que sería el Primer festival de heavy metal realizado en la Argentina, en marzo de 1981, en la sede del Club Atlético Chacarita Juniors en el barrio de la Chacarita, Buenos Aires. Al poco tiempo Zamarbide se desvincula del grupo y se va por un tiempo al Brasil.
A su regreso, se encuentra con Ricardo Iorio, quien lo invita a cantar en V8. Desde entonces Zamarbide y Iorio trabajaron juntos, a través de todas las formaciones de la banda. Con la primera junto a Osvaldo Civile y Rowek graban Luchando por el metal (C 1983), y Un paso más en la batalla (C 1985); luego que esta formación se desintegra, ingresa Miguel Roldán en guitarra y Adrián Cenci en batería y graban juntos El fin de los inicuos (C 1987), último álbum de estudio de V8. En el afán de una búsqueda espiritual, en medio de un clima interno de adicciones y descontrol, Zamarbide encuentra la salida convirtiéndose al evangelismo.
A principio de los '90's comienza a aprender la construcción de guitarras y bajos eléctricos junto al maestro luthier Horacio Suárez y paralelamente ingresa al Conservatorio Nacional para estudiar el arte de la luthieria de instrumentos de cuerda, junto al maestro Teodoro Massi maestro luthier del Teatro Colon de Buenos Aires. 
Al cabo de unos años junto a su amigo y compañero Miguel Roldán funda Logos, y de allí en más, ambos continurán trabajando juntos hasta el presente. En 1993, lanzan su primer trabajo discográfico con Logos, La Industria del Poder, presentándolo junto a los alemanes Accept; luego producidos por Rudy Sarzo (Quiet Riot, Ozzy Osbourne, Dio), graban Generación mutante (C 1995), editado en Estados Unidos, Puerto Rico y en España y Tercer acto hacia fines de 1997, grabado en vivo en Buenos Aires en el Auditorio Promúsica.
En 1996 cerró el concierto de Homenaje a V8 durante el Metal Rock Festival, realizado en el Estadio Obras de Buenos Aires, junto a sus anteriores compañeros Osvaldo Civile, Gustavo Rowek y Miguel Roldán interpreta los viejos éxitos de V8. Con esta formación graban el único álbum en vivo de la banda, e inclusive en marzo de 1997 son el acto de apertura del show de Kiss (con la formación original) en el Estadio River Plate de Buenos Aires.
A principios de 1998 Beto Zamarbide decide radicarse en los Estados Unidos y se aboca a cumplir un sueño personal: obtener un college degree en la carrera de Music Business, con un major en Creative Performance. Lo realiza en el Miami Dade College de Miami.
A principios del 2004, luego de un paréntesis de seis años, Zamarbide y Roldán, vuelven a reunirse para proseguir con la trayectoria del grupo Logos. De esta manera, el 1 de mayo de este año, se presenta por primera vez en Europa, en el marco del festival Viña Rock 2004 realizado en Murcia, España.
Después de varias giras recorriendo tanto las capitales principales, como los lugares más lejanos del interior del país, hacia fines del año 2006 grabó la nueva producción de la banda titulada Plan mundial para la destrucción; luego en diciembre del 2007 graba en el Estadio Pepsi Music el DVD homónimo en vivo. Durante el año 2008 inicia una gira por el interior del país, presentando su DVD primeramente en el Willie Dixon de Rosario, y después realizó más de 50 conciertos por Argentina, Chile, Uruguay, y Brasil, mientras grababa su nueva placa de estudio A través de los tiempos (publicada en 2009), editada en coproducción con su socio Pocho Andrade del sello Hurling Metal Records en Argentina y México.
Comenzado el 2009, junto a Logos ha recorrido el país presentando su nuevo disco; y encara una gira americana mientras trabaja en la preproducción de su próximo disco de estudio. La gira se divide en tres etapas debido a la cantidad de conciertos y cierra el año en gira internacional, luego de la edición del disco ATDT en México.
A mediados de 2013 un comunicado de la página oficial de Logos afirma la separación.
En 2014, da a conocer su nuevo proyecto internacional, llamado Primal, junto con Jorge Iacobelis en Batería, 
Glenn Rogers y Wagner Vicenzy en guitarra,y Sandy Vázquez en bajo. Ya dieron a conocer el primer corte “Afflictions” de su futuro disco debut.
En 2016, Primal lanza su primer disco homónimo, con un total de 12 canciones.

## Discografía

### V8
- 1982 - Demo
- 1983 - Luchando por el metal
- 1984 - Un paso más en la batalla
- 1986 - El fin de los inicuos
- 1991 - No se rindan
- 1996 - Homenaje
- 2001 - No se rindan
- 2001 - Antología

### Logos
- 1993 - La industria del poder
- 1995 - Generación mutante
- 1998 - Tercer acto
- 2006 - Plan mundial para la destrucción
- 2008 - Plan mundial para la destrucción (DVD en vivo)
- 2009 - A través de los tiempos

### Primal
- 2016 - Primal
- 2023 - Humachine

## Filmografía
| Año  | Título                    | Director                         | Género     | Sinopsis                                                                                                  | Duración | Referencias |
| ---- | ------------------------- | -------------------------------- | ---------- | --- | -------- | ----------- |
| 2014 | Relámpago en la oscuridad | Pablo Montlau, Germán Fernández. | Documental | Biografía sobre Alberto "Beto" Zamarbide, considerado uno de los primeros vocalistas del Heavy argentino. | 1h 42m   | [ 3 ] [ 4 ] |